# Neptis coenobita
Neptis coenobita is een vlinder uit de onderfamilie Limenitidinae van de familie Nymphalidae. De wetenschappelijke naam van de soort is voor het eerst geldig gepubliceerd in 1774 door Johann August Ephraim Goeze.